# Plagodis saturaria
Plagodis saturaria är en fjärilsart som beskrevs av Wagner 1909. Plagodis saturaria ingår i släktet Plagodis och familjen mätare. Inga underarter finns listade i Catalogue of Life.